# Capilla (Spanyolország)
Capilla egy község Spanyolországban, Badajoz tartományban. Capilla Peñalsordo, Risco, Garlitos, Chillón, Guadalmez, El Viso és Zarza-Capilla községekkel határos. Lakosainak száma 145 fő (2024).

## Népesség
A település népessége az utóbbi években az alábbiak szerint változott:
| Lakosok száma | 216  | 197  | 198  | 187  | 192  | 187  | 188  | 182  | 165  | 145  |
|               | 2001 | 2004 | 2006 | 2009 | 2011 | 2014 | 2016 | 2019 | 2021 | 2024 |